# Cephalotoma singularis
Cephalotoma singularis är en skalbaggsart som beskrevs av Pierre Lesne 1911. Cephalotoma singularis ingår i släktet Cephalotoma och familjen kapuschongbaggar. Inga underarter finns listade i Catalogue of Life.